# Wereldruiterspelen
De Wereldruiterspelen waren een groot twee weken durend ruitersportevenement dat om de vier jaar gehouden werd in acht verschillende paardensportdisciplines op één locatie. De oorspronkelijke disciplines waren springen, dressuur, mennen, eventing, voltige en endurance. Later kwamen daar reining en dressuur voor gehandicapten bij.

## Geschiedenis

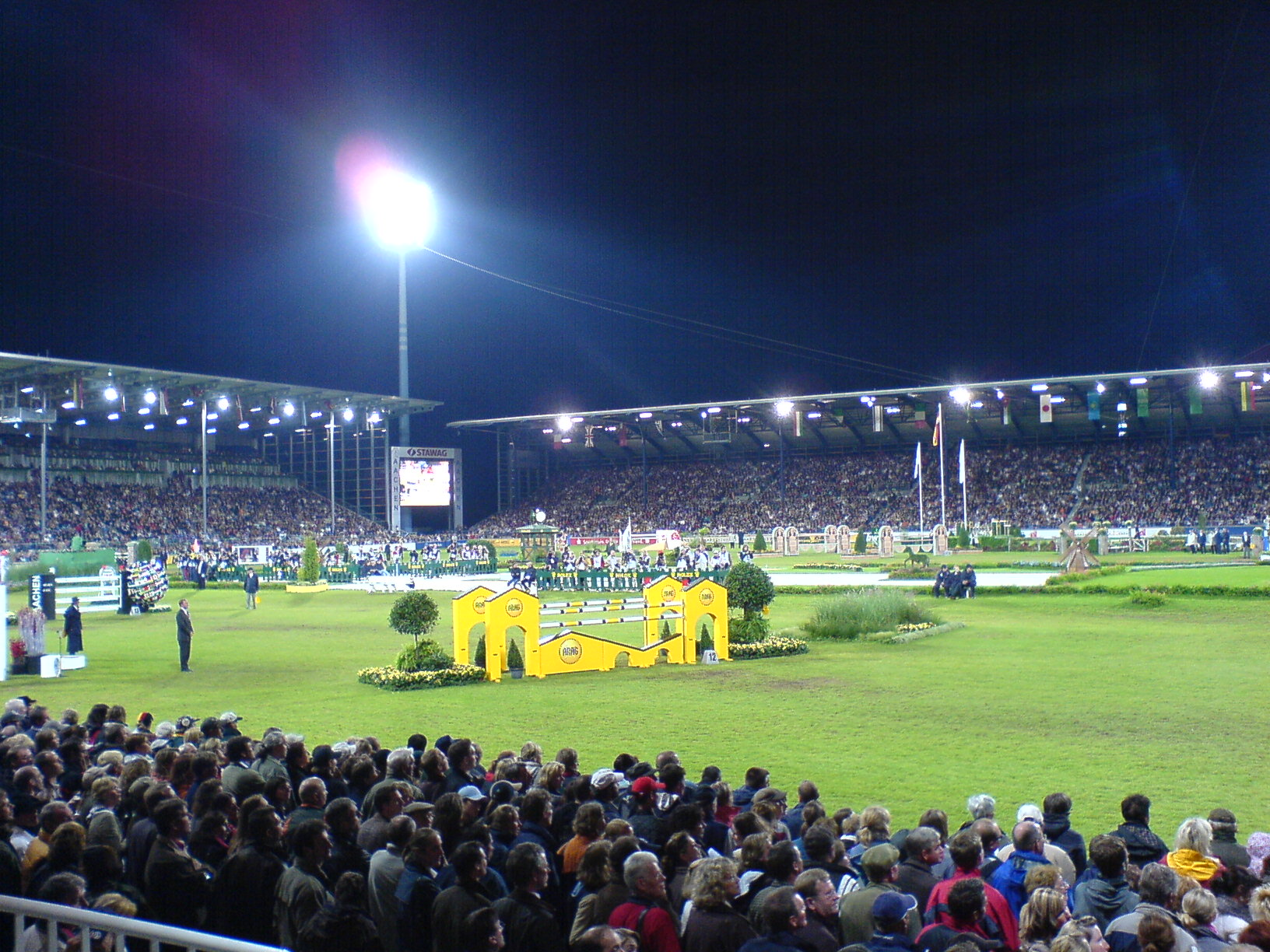
Wereldruiterspelen 2006 in Aken

De Wereldruiterspelen werden voor het eerst in 1990, op initiatief van prins Philip georganiseerd. De prins was in de jaren tachtig voorzitter van de Fédération Équestre Internationale. Deze eerste spelen werden in Stockholm, Zweden gehouden.
De tweede maal mocht Nederland de spelen organiseren, dat was in 1994 in Den Haag. Hier won Anky van Grunsven haar eerste internationale titel: zij was de eerste Nederlandse wereldkampioen. In 1998 werden de spelen in Rome gehouden.
De vierde maal, in 2002 werden ze gehouden in Jerez de la Frontera (Spanje), waar toen een zevende discipline werd toegevoegd, het reining.
In 2006 werden van 20 augustus tot en met 3 september de vijfde Wereldruiterspelen te Aken, Duitsland gehouden. Deze spelen waren voor de Nederlandse ruiters zeer succesvol. Anky van Grunsven behaalde zilver en goud in de dressuur. De Nederlandse herenequipe, bestaande uit Jeroen Dubbeldam met Up and Down, Gerco Schröder met Eurocommerce Berlin, Albert Zoer met Okidoki en hekkesluiter Piet Raijmakers met Curtis werden wereldkampioen bij het springen. IJsbrand Chardon won zilver bij de vierspannen en de Nederlandse ploeg brons. Ook de Belgische equipe behaalde de nodige successen: Felix Marie Brasseur werd wereldkampioen bij de vierspannen, de landenploeg haalde zilver en Jos Lansink schreef de individuele jumping op zijn naam met de schimmel Cumano. Net zoals bij de vorige vier edities werd het medailleklassement gewonnen door Duitsland. In eigen huis haalden zij zes keer goud, een keer zilver en vier keer brons.
In 2010 werden de Wereldruiterspelen gehouden in Lexington in de Verenigde Staten. De belangrijkste titel, die van het springconcours, ging voor de tweede maal op rij naar België: Philippe Le Jeune volgde zijn landgenoot Jos Lansink op.
In 2014 vonden de Wereldruiterspelen plaats in het Franse Normandië. Het evenement hield in 2018 per direct op te bestaan, nadat zich geen kandidaat had gemeld voor de editie van 2022.Als alternatief worden de WK's in de ruitersporten vanaf dat jaar afzonderlijk gehouden op verschillende plaatsen. 

## Edities
| Jaar | Gaststad                     |
| ---- | ---------------------------- |
| 1990 | Stockholm, Zweden            |
| 1994 | Den Haag, Nederland          |
| 1998 | Rome, Italië                 |
| 2002 | Jerez de la Frontera, Spanje |
| 2006 | Aken, Duitsland              |
| 2010 | Lexington, Verenigde Staten  |
| 2014 | Normandië, Frankrijk         |
| 2018 | Tryon, Verenigde Staten      |

## Medaillespiegel
| Plaats | Land                         | Goud | Zilver | Brons | Totaal |
| 1      | Duitsland                    | 42   | 28     | 34    | 104    |
| 2      | Groot-Brittannië             | 23   | 22     | 12    | 57     |
| 3      | Nederland                    | 22   | 16     | 18    | 56     |
| 4      | Verenigde Staten             | 16   | 19     | 19    | 54     |
| 5      | Frankrijk                    | 10   | 15     | 8     | 33     |
| 6      | België                       | 6    | 7      | 4     | 17     |
| 7      | Nieuw-Zeeland                | 5    | 1      | 2     | 8      |
| 8      | Zwitserland                  | 4    | 7      | 6     | 17     |
| 9      | Italië                       | 4    | 4      | 3     | 11     |
| 10     | Denemarken                   | 3    | 5      | 7     | 15     |
| 11     | Spanje                       | 3    | 2      | 2     | 7      |
| 12     | Australië                    | 3    | 1      | 6     | 10     |
| 13     | Verenigde Arabische Emiraten | 3    | 1      | 1     | 5      |
| 14     | Zweden                       | 2    | 2      | 7     | 11     |
| 15     | Oostenrijk                   | 1    | 6      | 7     | 14     |
| 16     | Canada                       | 1    | 4      | 4     | 9      |
| 17     | Brazilië                     | 1    | 2      | 0     | 3      |
| 17     | Ierland                      | 1    | 2      | 0     | 3      |
| 19     | Finland                      | 0    | 1      | 2     | 3      |
| 19     | Hongarije                    | 0    | 1      | 2     | 3      |
| 21     | Noorwegen                    | 0    | 1      | 1     | 2      |
| 21     | Singapore                    | 0    | 1      | 1     | 2      |
| 23     | Letland                      | 0    | 1      | 0     | 1      |
| 23     | Saoedi-Arabië                | 0    | 1      | 0     | 1      |
| 23     | Sovjet-Unie                  | 0    | 1      | 0     | 1      |
| 26     | Japan                        | 0    | 0      | 1     | 1      |
| 26     | Portugal                     | 0    | 0      | 1     | 1      |
| 26     | Qatar                        | 0    | 0      | 1     | 1      |
| 26     | Slowakije                    | 0    | 0      | 1     | 1      |
| Totaal | Totaal                       | 150  | 151    | 150   | 451    |